# Club Sportivo Cienciano

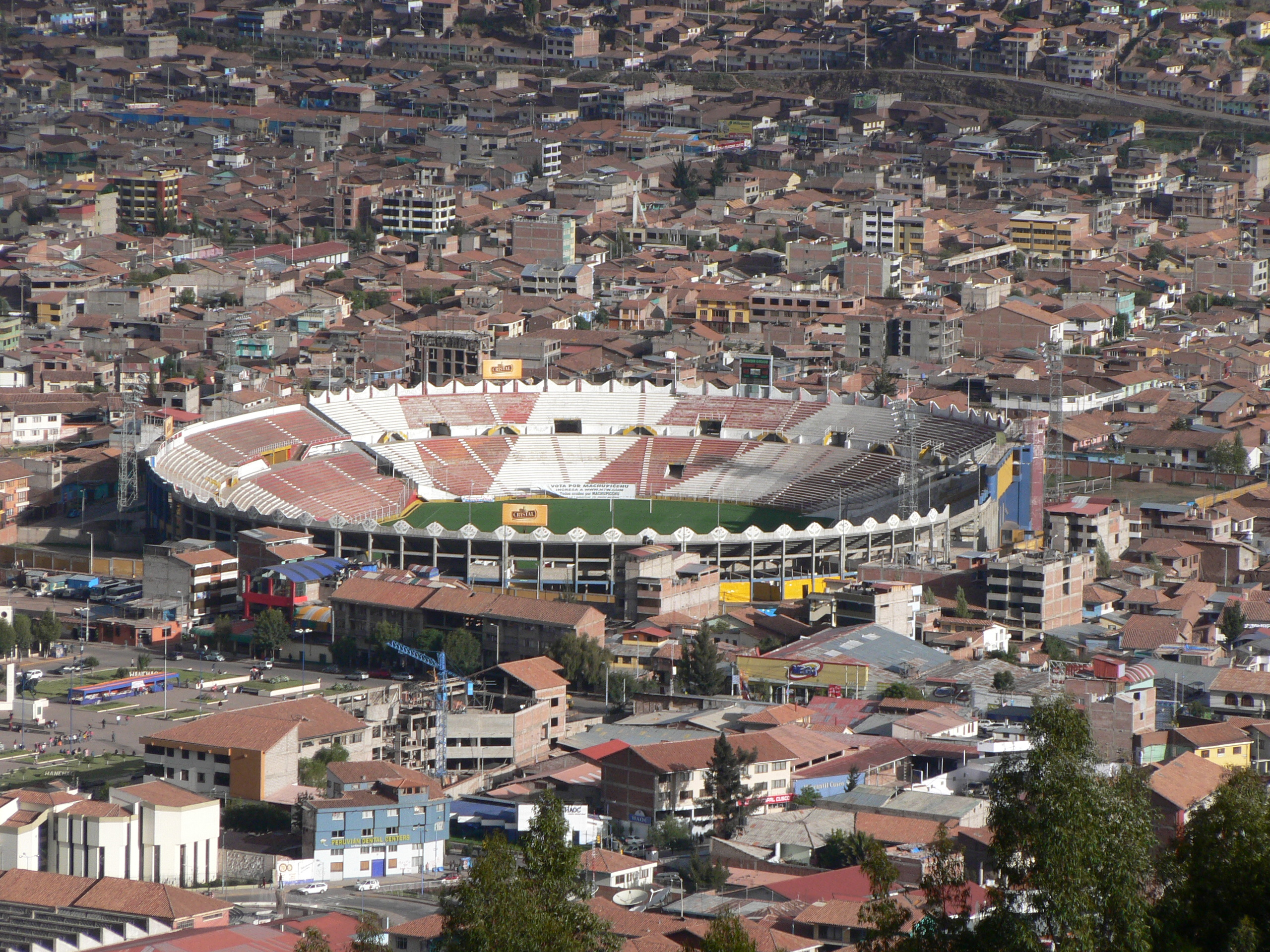
Das Estadio Garcilaso de la Vega in Cusco, Heimspielstätte des Vereins

Der Club Sportivo Cienciano, meist kurz Cienciano genannt, ist ein Fußballverein in der peruanischen Stadt Cusco. Der Klub spielt in der Primera División, der höchsten peruanischen Fußballliga. Größter Erfolg war der Gewinn der Copa Sudamericana 2003.

## Geschichte
Der Verein wurde als Universitätsmannschaft im Jahr 1901 gegründet. Erste Mitglieder waren Schüler der Colegio Nacional Ciencias del Cusco. Anfangs nahm der Klub vor allem an regionalen Meisterschaften und Wettbewerben teil. 1973 nahm Cienciano erstmals an den nationalen Titelwettkämpfen teil. Als neunter von achtzehn platzierte man sich im gesicherten Mittelfeld. Zur Meisterschaftsrunde fehlten damals acht Punkte, bis zum ersten Abstiegsplatz waren es noch sieben Punkte Unterschied. Auch im Jahr darauf folgte eine solide Saison. Zur Saison 1975 fand sich die Mannschaft jedoch im Tabellenkeller wieder. Als drittletzter hatte man Glück, dass vor der Saison entschieden wurde, dass nach dieser Spielzeit nur zwei Vereine absteigen. Zwei Jahre später konnte man den drohenden Abstieg dann aber nicht mehr abwenden. Mit nur sechs Siegen aus dreißig Spielen war der letzte Rang die Konsequenz. In zwei Relegationsspielen gegen Deportivo Municipal hatte die Mannschaft noch die Möglichkeit, die enttäuschende Saison zu retten. Nachdem man eine Partie gewonnen und die zweite verloren hatte, musste eine dritte Begegnung auf neutralem Platz die Entscheidung bringen. CS Cienciano verlor und stieg somit endgültig ab. Zwischen 1978 und 1983 spielte die Mannschaft zweitklassig; erst zur Spielzeit 1984 folgte die Rückkehr. In der Liga, inzwischen reformiert, gelang jedoch im ersten Jahr nach dem Comeback in der Südzone kein gutes Abschneiden. 1986 zog der Klub in die Zwischenrunde der Meisterschaftsspiele ein, schied aber bereits zur ersten Runde gegen Deportivo Municipal aus. Drei Jahre später kam der Club Sportivo Cienciano bis ins Viertelfinale. Nach einer 0:2-Heimniederlage reichte der 2:1-Sieg im Rückspiel gegen Universitario de Deportes nicht, um ins Halbfinale vorrücken zu können. Nach der erneuten Reforma der Liga zur Saison 1992 zog Cienciano als sechster von sechzehn Mannschaften in die Qualifikationsrunde um die Teilnahme an der Copa Libertadores ein. Jedoch scheiterte der Verein.  Fortan war CS Cienciano oft nahe den Spitzenmannschaften der Liga. Trotzdem blieb man aber meist hinter Alianza Lima, Universitario de Deportes und Sporting Cristal.
Als erster und bisher einziger Verein aus Peru gewann Cienciano im Jahr 2003 die Copa Sudamericana (im Finale gegen River Plate), den zweitwichtigsten Wettbewerb im südamerikanischen Vereinsfußball. 2004 folgte mit dem Sieg gegen die Boca Juniors der Gewinn des südamerikanischen Supercups, der Recopa Sudamericana.
Die Mannschaft trägt ihre Spiele im Estadio Garcilaso de la Vega in Cusco aus.

## Trainer
- Freddy Ternero (2003–2004)
- Marcelo Trobbiani (2009)

## Spieler
- Santiago Acasiete (Aktueller peruanischer Nationalspieler)
- Jaime Alfonso Ruiz (Kolumbianischer Nationalspieler)
- Junior Ross (In Deutschland für FSV Frankfurt aktiv)